# Qualifications des épreuves de canoë-kayak aux Jeux olympiques d'été de 2012
Pour un article plus général, voir Canoë-kayak aux Jeux olympiques d'été de 2012.
Un nouveau système de qualification a été mis en place pour les deux épreuves (slalom et course en ligne) lors de ces Jeux. Les quotas ont été fixés pour chaque événement par la Fédération internationale de canoë en juillet 2010.

## Répartition globale des places
| Nation             | Slalom | Slalom | Slalom | Slalom | Course en ligne | Course en ligne | Course en ligne | Course en ligne | Course en ligne | Course en ligne | Course en ligne | Course en ligne | Course en ligne | Course en ligne | Course en ligne | Course en ligne | Total   | Total    |
| Nation             | K1 H   | C1 H   | C2 H   | K1 F   | Hommes          | Hommes          | Hommes          | Hommes          | Hommes          | Hommes          | Hommes          | Hommes          | Femmes          | Femmes          | Femmes          | Femmes          | Bateaux | Athlètes |
| Nation             | K1 H   | C1 H   | C2 H   | K1 F   | K1 200          | K1 1000         | K2 200          | K2 1000         | K4 1000         | C1 200          | C1 1000         | C2 1000         | K1 200          | K1 500          | K2 500          | K4 500          | Bateaux | Athlètes |
| ------------------ | ------ | ------ | ------ | ------ | --------------- | --------------- | --------------- | --------------- | --------------- | --------------- | --------------- | --------------- | --------------- | --------------- | --------------- | --------------- | ------- | -------- |
| Afrique du Sud     |        | X      |        |        | X               |                 |                 |                 |                 |                 | X               |                 | X               | X               |                 |                 | 5       | 5        |
| Allemagne          | X      | X      | X      | X      | X               | X               | X               | X               | X               |                 | X               | X               | X               | X               | X               | X               | 15      | 21       |
| Angola             |        |        |        |        |                 |                 |                 |                 |                 |                 |                 | X               |                 |                 |                 |                 | 1       | 2        |
| Argentine          |        |        |        |        | X               |                 | X               |                 |                 |                 |                 |                 |                 |                 |                 |                 | 2       | 2        |
| Australie          | X      | X      | X      | X      | X               |                 | X               |                 | X               | X               |                 | X               | X               | X               |                 | X               | 12      | 21       |
| Autriche           | X      |        |        | X      |                 |                 |                 |                 |                 |                 |                 |                 |                 |                 | X               |                 | 3       | 4        |
| Azerbaïdjan        |        |        |        |        |                 |                 |                 |                 |                 | X               |                 | X               |                 |                 |                 |                 | 2       | 3        |
| Biélorussie        |        |        |        |        |                 | X               | X               |                 |                 | X               | X               | X               |                 |                 |                 | X               | 6       | 11       |
| Belgique           | X      |        |        |        | X               |                 |                 | X               |                 |                 |                 |                 |                 |                 |                 |                 | 3       | 4        |
| Brésil             |        |        |        | X      |                 |                 |                 |                 |                 |                 |                 | X               |                 |                 |                 |                 | 2       | 3        |
| Bulgarie           |        |        |        |        |                 | X               |                 |                 |                 |                 |                 |                 |                 |                 |                 |                 | 1       | 1        |
| Canada             | X      |        |        |        | X               | X               |                 | X               |                 | X               | X               |                 | X               | X               |                 |                 | 8       | 8        |
| Chine              | X      | X      | X      | X      | X               |                 |                 |                 | X               |                 | X               | X               |                 | X               | X               | X               | 11      | 19       |
| Croatie            | X      |        |        |        |                 |                 |                 |                 |                 |                 |                 |                 |                 |                 |                 |                 | 1       | 1        |
| Cuba               |        |        |        |        |                 | X               |                 |                 |                 |                 |                 | X               | X               |                 | X               |                 | 4       | 6        |
| Danemark           |        |        |        |        | X               |                 |                 |                 | X               |                 |                 |                 |                 | X               |                 |                 | 3       | 6        |
| Équateur           |        |        |        |        | X               |                 |                 |                 |                 |                 |                 |                 |                 |                 |                 |                 | 1       | 1        |
| Espagne            | X      | X      |        | X      |                 |                 |                 |                 |                 | X               | X               |                 | X               |                 |                 |                 | 6       | 6        |
| États-Unis         | X      | X      | X      | X      | X               |                 |                 |                 |                 |                 |                 |                 |                 | X               |                 |                 | 6       | 7        |
| Finlande           |        |        |        |        |                 |                 |                 |                 |                 |                 |                 |                 | X               | X               |                 |                 | 2       | 2        |
| France             | X      | X      | X      | X      | X               | X               | X               |                 |                 |                 | X               |                 |                 |                 |                 | X               | 9       | 14       |
| Grèce              |        | X      |        |        |                 |                 |                 |                 |                 |                 |                 |                 |                 |                 |                 |                 | 1       | 1        |
| Hongrie            |        |        |        |        | X               |                 |                 | X               | X               |                 | X               |                 | X               | X               | X               | X               | 8       | 14       |
| Îles Cook          |        |        |        | X      |                 |                 |                 |                 |                 |                 |                 |                 |                 |                 |                 |                 | 1       | 1        |
| Iran               |        |        |        |        |                 | X               |                 |                 |                 |                 |                 |                 | X               |                 |                 |                 | 2       | 2        |
| Irlande            | X      |        |        | X      |                 |                 |                 |                 |                 | X               |                 |                 |                 |                 |                 |                 | 3       | 3        |
| Italie             | X      | X      | X      | X      |                 | X               |                 |                 |                 |                 |                 |                 | X               | X               |                 |                 | 7       | 8        |
| Japon              | X      | X      |        | X      |                 |                 | X               |                 |                 |                 |                 |                 | X               | X               | X               |                 | 7       | 7        |
| Kazakhstan         |        | X      |        |        |                 |                 |                 | X               |                 | X               |                 |                 |                 | X               |                 |                 | 4       | 5        |
| Lettonie           |        |        |        |        |                 |                 | X               |                 |                 |                 |                 |                 |                 |                 |                 |                 | 1       | 2        |
| Lituanie           |        |        |        |        | X               |                 |                 |                 |                 | X               |                 |                 |                 |                 |                 |                 | 2       | 2        |
| Mexique            |        |        |        |        |                 |                 |                 |                 |                 |                 | X               |                 |                 |                 |                 |                 | 1       | 1        |
| Maroc              |        |        |        | X      |                 |                 |                 |                 |                 |                 |                 |                 |                 |                 |                 |                 | 1       | 1        |
| Nouvelle-Zélande   | X      |        |        | X      |                 | X               |                 | X               |                 |                 |                 |                 | X               | X               | X               |                 | 7       | 9        |
| Nigeria            | X      |        |        |        |                 |                 |                 |                 |                 |                 |                 |                 |                 |                 |                 |                 | 1       | 1        |
| Norvège            |        |        |        |        |                 | X               |                 |                 |                 |                 |                 |                 |                 | X               |                 |                 | 2       | 2        |
| Ouzbékistan        |        |        |        |        |                 |                 |                 |                 |                 |                 | X               |                 |                 | X               | X               |                 | 3       | 3        |
| Pologne            | X      | X      | X      | X      | X               |                 |                 |                 |                 | X               |                 | X               | X               |                 | X               |                 | 9       | 12       |
| Portugal           |        |        |        |        |                 | X               |                 | X               |                 |                 |                 |                 | X               | X               | X               | X               | 6       | 6        |
| République tchèque | X      | X      | X      | X      |                 |                 |                 |                 | X               |                 |                 | X               |                 |                 |                 |                 | 6       | 11       |
| Roumanie           |        |        |        |        |                 |                 | X               |                 | X               |                 | X               | X               |                 |                 | X               |                 | 5       | 11       |
| Grande-Bretagne    | X      | X      | X      | X      | X               | X               | X               |                 |                 |                 | X               |                 | X               | X               |                 | X               | 11      | 14       |
| Russie             |        |        | X      | X      | X               |                 | X               | X               | X               | X               | X               | X               | X               | X               | X               | X               | 13      | 19       |
| Serbie             |        |        |        |        |                 | X               |                 |                 | X               |                 |                 |                 |                 |                 | X               | X               | 4       | 11       |
| Singapour          |        |        |        |        |                 |                 |                 |                 |                 |                 |                 |                 |                 | X               |                 |                 | 1       | 1        |
| Slovaquie          |        | X      | X      | X      |                 |                 |                 | X               | X               | X               |                 |                 |                 |                 | X               |                 | 7       | 12       |
| Slovénie           | X      | X      | X      | X      |                 |                 |                 |                 |                 |                 |                 |                 | X               |                 |                 |                 | 5       | 6        |
| Suède              |        |        |        |        |                 | X               |                 | X               |                 |                 |                 |                 | X               |                 | X               |                 | 4       | 6        |
| Suisse             | X      |        |        | X      |                 |                 |                 |                 |                 |                 |                 |                 |                 |                 |                 |                 | 2       | 2        |
| Thaïlande          | X      |        |        |        |                 |                 |                 |                 |                 |                 |                 |                 |                 |                 |                 |                 | 1       | 1        |
| Togo               | X      |        |        |        |                 |                 |                 |                 |                 |                 |                 |                 |                 |                 |                 |                 | 1       | 1        |
| Tunisie            |        |        |        |        |                 | X               |                 |                 |                 | X               |                 |                 |                 | X               |                 |                 | 3       | 3        |
| Ukraine            |        |        |        |        |                 |                 |                 |                 |                 | X               |                 |                 | X               | X               |                 |                 | 3       | 3        |
| Total: 53 pays     | 22     | 16     | 12     | 21     | 16              | 15              | 10              | 10              | 10              | 13              | 13              | 12              | 18              | 20              | 14              | 10              | 234     | 325      |

## Course en ligne
Pour consulter les règles complètes publiées par la Fédération internationale de canoë, vous pouvez consulter l'article récapitulatif sur le site officiel.

### Période de qualification
Par le biais des qualifications, 248 athlètes gagneront leur place pour ces JO, soit 156 hommes et 87 femmes. La Grande-Bretagne en tant que nation hôte bénéficie d'office d'une place dans l'épreuve du K1 1000 mètres messieurs, C1 1000 mètres messieurs et K1 500 mètres dames. D'autres céistes britanniques peuvent encore se qualifier par le biais des championnats du monde 2011. Enfin, deux places seront attribuées par la commission tripartite. Chaque pays peut engager au maximum un bateau par épreuves. 
Ci-dessous, les compétitions qui attribuent des places pour les JO :
| Épreuves                                      | Date                  | Lieu        |
| --------------------------------------------- | --------------------- | ----------- |
| Championnats du monde de course en ligne 2011 | 18 au 21 août 2011    | Szeged      |
| Jeux africains de 2011                        | 5 au 8 septembre 2011 | Maputo      |
| Championnats d'Asie de canoë-kayak            | 13 au 17 octobre 2011 | Téhéran     |
| Jeux panaméricains de 2011                    | 26 au 29 octobre 2011 | Guadalajara |
| Championnats d'Océanie de canoë-kayak         | 24 au 26 février 2012 | Penrith     |
| Qualification européenne                      | Mai 2012              | Poznań      |

Les CNO sont limités à un seul bateau par évènement et au maximum à 8 hommes et 6 femmes. La qualification permet au CNO de participer, pas forcément avec le pagayeur qui a gagné la qualification. Les quotas sont donnés pour les bateaux.

### Tableau des qualifiés
- En italique : la fédération nationale a qualifié un bateau, mais l'athlète qui a qualifié son pays est déjà qualifié pour une autre épreuve.

| Épreuves       | Championnats du monde 2011                                                                                       | Qualification continentale | Qualification continentale | Qualification continentale        | Qualification continentale | Qualification continentale | Total |
| Kayak hommes   | Championnats du monde 2011                                                                                       | Europe                     | Amériques                  | Asie                              | Afrique                    | Océanie                    | Total |
| -------------- | --- | -------------------------- | -------------------------- | --------------------------------- | -------------------------- | -------------------------- | ----- |
| K1 200 mètres  | Pologne Grande-Bretagne Allemagne France Russie Canada Équateur Hongrie Danemark                                 | Belgique Lituanie          | Argentine États-Unis       | Chine                             | Afrique du Sud             | Australie                  | 14 +2 |
| K1 1000 mètres | Canada Suède Norvège Allemagne Biélorussie Serbie Bulgarie Grande-Bretagne                                       | France Italie              | Cuba                       | Iran                              | Tunisie                    | Nouvelle-Zélande           | 14 +1 |
| K2 200 mètres  | France Grande-Bretagne Biélorussie Roumanie Allemagne Lettonie                                                   | Russie                     | Argentine                  | Japon                             | —                          | Australie                  | 10    |
| K2 1000 mètres | Slovaquie Suède Russie Belgique Allemagne Hongrie                                                                | Portugal                   | Canada                     | Kazakhstan                        | —                          | Nouvelle-Zélande           | 10    |
| K4 1000 mètres | Australie République tchèque Danemark Allemagne Slovaquie Russie Hongrie Serbie Roumanie Chine                   | –                          | –                          | –                                 | –                          | –                          | 10    |
| Épreuves       | Championnats du monde 2011                                                                                       | Qualification continentale | Qualification continentale | Qualification continentale        | Qualification continentale | Qualification continentale | Total |
| Canoë hommes   | Championnats du monde 2011                                                                                       | Europe                     | Amériques                  | Asie                              | Afrique                    | Océanie                    | Total |
| C1 200 mètres  | Azerbaïdjan Russie Espagne Ukraine Lituanie Biélorussie Pologne                                                  | Slovaquie Irlande          | Canada                     | Kazakhstan                        | Tunisie                    | Australie                  | 13    |
| C1 1000 mètres | Hongrie Espagne Ouzbékistan Biélorussie Canada Russie France Grande-Bretagne                                     | Allemagne Roumanie         | Mexique                    | Chine                             | Afrique du Sud             | Samoa                      | 13    |
| C2 1000 mètres | Allemagne Azerbaïdjan Roumanie République tchèque Russie Biélorussie Cuba                                        | Pologne                    | Brésil                     | Chine                             | Angola                     | Australie                  | 12    |
| Épreuves       | Championnats du monde 2011                                                                                       | Qualification continentale | Qualification continentale | Qualification continentale        | Qualification continentale | Qualification continentale | Total |
| Femmes         | Championnats du monde 2011                                                                                       | Europe                     | Amériques                  | Asie                              | Afrique                    | Océanie                    | Total |
| K1 200 mètres  | Nouvelle-Zélande Pologne Japon Portugal Grande-Bretagne Russie Hongrie Espagne Allemagne Finlande Slovénie Suède | Ukraine Italie             | Cuba                       | Iran                              | Afrique du Sud             | Australie                  | 14 +4 |
| K1 500 mètres  | Allemagne Hongrie Ukraine Kazakhstan Australie Portugal Italie Danemark Finlande Afrique du Sud Grande-Bretagne  | Russie Norvège             | États-Unis                 | Chine Japon Ouzbékistan Singapour | Tunisie                    | Nouvelle-Zélande           | 14 +5 |
| K2 500 mètres  | Autriche Allemagne Pologne Hongrie Chine Roumanie Russie Slovaquie Nouvelle-Zélande Portugal Serbie              | Suède                      | Cuba                       | Japon Ouzbékistan                 | —                          | Australie                  | 10 +5 |
| K4 500 mètres  | Hongrie Allemagne Biélorussie Grande-Bretagne Australie Russie Portugal France Serbie Chine                      | —                          | —                          | —                                 | —                          | —                          | 10    |

## Slalom
Pour consulter les règles complètes publiées par la Fédération internationale de canoë, vous pouvez consulter l'article récapitulatif sur le site officiel.

### Période de qualification
Le pays organisateur, la Grande-Bretagne a le droit d'engager un bateau à chaque épreuve.
Pour les compétitions de slalom, les hommes se mesureront sur trois épreuves : C1, C2, et K1 et les femmes sur le K1 uniquement. Par le biais des qualifications, 77 athlètes gagneront leur place pour ces JO, soit 57 hommes et 20 femmes. La Grande-Bretagne pourra engager 5 céistes qui sont automatiquement qualifiés. Chaque pays peut engager au maximum un bateau par épreuves, sauf pour l'épreuve C2 hommes où un pays peut engager un deuxième bateau. 
Ci-dessous, les compétitions qui attribuent des places pour les JO :
| Épreuves                                       | Date                   | Lieu          |
| ---------------------------------------------- | ---------------------- | ------------- |
| Championnats du monde de slalom 2011           | 6 au 11 septembre 2011 | Bratislava    |
| Championnats d'Asie de slalom 2011             | 15 au 18 décembre 2011 | Miyi          |
| Championnats d'Afrique de canoë-kayak 2012     | 3 au 4 février 2012    | Bethlehem     |
| Championnats d'Océanie de canoë-kayak 2012     | 24 au 26 février 2012  | Penrith       |
| Championnats panaméricains de canoë-kayak 2012 | 10 au 11 mars 2012     | Foz do Iguaçu |
| Championnats d'Europe élites de slalom 2012    | 9 au 13 mai 2012       | Augsbourg     |

### Tableau des qualifiés
| Épreuves                               | K1 hommes | C1 hommes                                                                                                 | C2 hommes                                                                             | K1 femmes |
| -------------------------------------- | --- | --- | ------------------------------------------------------------------------------------- | --- |
| Championnats du monde                  | France Slovénie Allemagne République tchèque Italie Pologne Belgique Espagne Suisse États-Unis Nouvelle-Zélande Autriche Japon Grande-Bretagne Chine | République tchèque Allemagne Slovaquie Espagne France Japon Chine Pologne Grande-Bretagne Slovénie Russie | France Slovaquie Russie Slovénie Grande-Bretagne Pologne République tchèque Allemagne | Espagne Autriche République tchèque Slovaquie Grande-Bretagne Pologne Russie Slovénie Allemagne France Australie Italie Chine Nouvelle-Zélande États-Unis |
| Championnats d'Afrique                 | Nigeria | Afrique du Sud                                                                                            | —                                                                                     | Maroc |
| Championnats d'Asie                    | Thaïlande | Kazakhstan                                                                                                | Chine                                                                                 | Japon |
| Championnats d'Europe                  | Irlande Croatie | Grèce Italie                                                                                              | Italie                                                                                | Irlande Suisse |
| Championnats d'Océanie                 | Australie | Australie                                                                                                 | Australie                                                                             | Îles Cook |
| Championnats panaméricains             | Canada | États-Unis                                                                                                | États-Unis                                                                            | Brésil |
| Invitation de la Commission Tripartite | Togo | Argentine                                                                                                 |                                                                                       | |
| Total                                  | 22 | 17 | 12                                                                                    | 21 |